# В'єрлас
В'єрлас (ісп. Vierlas) — муніципалітет в Іспанії, у складі автономної спільноти Арагон, у провінції Сарагоса. Населення — 104 особи (2010).
Муніципалітет розташований на відстані близько 240 км на північний схід від Мадрида, 75 км на північний захід від Сарагоси.

## Демографія
Динаміка населення (INE ):